# Pascal Boussemart
Pascal Boussemart (ur. 29 kwietnia 1959) – francuski lekkoatleta.

## Kariera
W 1987 został złotym medalistą igrzysk śródziemnomorskich na 110 m ppł z czasem 13,90 s.

## Rekordy życiowe
- 110 m ppł – 13,73 s ( Font-Romeu, 27 lipca 1989)